# 학습지도
학습지도(學習指導)는 학습을 가장 잘 할 수 있도록 학습에 필요한 환경을 조직하고 움직여 나가는 활동이다.
학습자는 성인과는 다른 성장하는 유기체이며, 성장하면서 지적·신체적·도덕적·사회적 경험을 쌓는다. 학습지도는 이들의 성장 정도에 맞추어 가면서 이같이 잡다한 경험을 통합된 전체로 승화시키는 데 그 최종목표를 두어야 한다.
교육은 학교의 모든 기구·학습지도의 목적·학습활동·교육과정·실지 학습에 이르기까지 학습자가 중심이 되어야 한다. 학습자의 교육적 요구를 개인적으로, 혹은 집단적으로 교육활동에 반영시켜야 하며, 가능한 한 학교와 학습의 배치조건도 이러한 요구를 만족시켜 줄 수 있도록 해야 한다. 학습자가 이미 존재하는 교육과정이나 학교에 적응하는 것이 아니라, 학습자에 따라 교육과정이나 학교가 움직여야 한다. 또한 교사의 개인적인 문제나 관심·흥미·철학은 2차적으로 고려되어야 한다.